# ذكر وأنثى (فلم)
ذكر وأنثى هو فيلم مغامرات ودراما أمريكي صامت صدر عام 1919 من إخراج سيسيل بي ديميل وبطولة جلوريا سوانسون وتوماس ميغان. ويتمحور محتوى الفيلم الرئيسي حول العلاقات بين الجنسين والطبقة الاجتماعية. يعتمد الفيلم على مسرحية كرايتون ستودني الذي كتبها جون موريس باري عام 1902.
تم تصوير نسخة سابقة من الفيلم في العام السابق في إنجلترا تحت عنوان "The Admirable Crichton".

## القصة
يتمحور الفيلم حول العلاقة بين السيدة ماري لوام (سوانسون)، وهي سيدة أرستقراطية بريطانية، وخادمها كريشتون (ميغان)، يعجب كريشتون بماري، لكنها تحتقره لانتمائه الطبقي المجتمعي وحالته المادية، بعدها تتحطم سفينتهما مع آخرين، على جزيرة مهجورة، ليضطروا للاعتماد على أنفسهم في حالة طبيعية.
كانت قدرة الأرستقراطيين على البقاء أسوأ بكثير من قدرة كريشتون، وحدث تبادل أدوار حيث أصبح كبير الخدم ملكًا بين المجموعة المنكوبة. كان كريشتون وماري على وشك الزواج على الجزيرة وعندما تم إنقاذ المجموعة وعودتهم إلى بريطانيا، اختار كريشتون عدم الزواج من ماري؛ وبدلاً من ذلك، طلب من خادمته تويني (التي انجذبت إلى كريشتون طوال الفيلم) الزواج منه، وانتقل الاثنان إلى الولايات المتحدة.

## الإنتاج
يحتوي الفيلم على مشهدين مشهورين، يدلان على ميول دي ميل كمخرج سينمائي.
- يصور أحد المشاهد المبكرة غلوريا سوانسون وهي تستحم في مكان متقن، بحضور خادمتين، يغمرانها بماء الورد وأملاح الاستحمام، ورداء حمام حريري، ومناشف فاخرة.
- في نهاية الفيلم، يظهر مشهد خيالي عن بابل القديمة سوانسون في وضعية لوحة غابرييل فون ماكس الشهيرة عروس الأسد، والتي تضمنت تصويرها مع أسد حقيقي.

ذكر كينيث ماكجوان في كتابه "تاريخ السينما خلف الشاشة" عام 1965 أن العنوان قد تم تغييره لأن شركة باراماونت كانت قلقة من أن الجمهور قد يخلط بين كلمتي "مثير للإعجاب" و" أميرال " و"يبتعد لأن "الصور البحرية لم تكن شائعة جدًا".

## الكادر التمثيلي
- ليلى لي بدور تويني، خادمة المطبخ
- ثيودور روبرتس في دور اللورد لوم
- ريموند هاتون في دور السيد المحترم إرنست "إرني" وولي
- ميلدريد ريدون بدور السيدة أجاثا "أجي" لاسينبي
- غلوريا سوانسون في دور السيدة ماري لاسينبي
- توماس ميغان في دور كريشتون، الخادم
- روبرت كين في دور اللورد بروكلهيرست
- بيبي دانييلز هي المفضلة لدى الملك
- جوليا فاي بدور سوزان، الخادمة الثانية
- ري داربي في دور السيدة إيلين دونكريجي
- إدموند بيرنز في دور تريهرن
- هنري وودوارد في دور ماكجواير، سائق الليدي إيلين
- سيدني دين في دور توماس
- ويسلي باري في دور بوتونز، الصبي
- سلاتس الأسد

## الحفظ
يتم الاحتفاظ بطبعات الفيلم بواسطة:
- سينماتيك رويال دي بلجيكا
- Cinemateca do Museu de Arte Moderna
- فيلموتيكا نارودوفا في وارسو
- متحف جورج إيستمان، على 35 ملم
- متحف الفن الحديث
- Cineteca Nazionale في روما يوم 35 مم
- مكتبة الكونجرس، في 35 مم ودي في دي
- أرشيف الأفلام والتلفزيون بجامعة كاليفورنيا في لوس أنجلوس، على 16 ملم
- أرشيف أكاديمية الأفلام[4]

## إصداردي في دي
تم إصدار Male and Female على قرص رقمي بواسطة Alpha Video في 28 يناير 2014.